# Клисура Дубошца
Клисура Дубошца је усечена радом сталног потока Дубошац, у свом средњем току и надовезује се бочно на Клисуру Камешине. У саставу је ПП Шарган - Мокра Гора.
Пружа се у правцу југ-север у дужини од 2,2 km, са просечним падом од 113‰. Највећа дубина клисуре је 290m, измерена наспрам врха Мали Виогор (1.042 м.н.в.). Литолошки је изграђена од магматских стена серпентинита и харцбургита. У горњем току, стране клисуре су обрасле шумском вегетацијом, у доњем су голе са израженим стеновитим одсецима. При самом дну, дуж целе клисуре постоји пешачка стаза.